# Ritmo lucchese
Il Ritmo lucchese è una poesia anonima scritta in koinè toscana, ed è una delle prime attestazioni dell'uso letterario del volgare in Italia. Narra una battaglia avvenuta tra Pisani e Lucchesi nel gennaio del 1213 a Massa Carrara. Pisa si oppose ai Visconti, insieme a Massa Carrara e a Pistoia, e fu guidata da Guglielmo I di Cagliari e da suo suocero Guido Guerra III, mentre Lucca, alleata con una fazione pisana, fu guidata da Ubaldo I Visconti e dal deposto podestà pisano Goffredo Musto.

## Contenuto
È ben più ampio di altri ritmi, per esempio di quello bellunese, seppur incompleto. È riportato in una memoria scritta in latino, che cede al volgare (primo timido passo alla prosa narrativa) e poi segue la celebrazione poetica. Il ritmo è ricco di invettive ai nemici di Lucca, tra cui il loro stesso vescovo.

## Manoscritto
Il Ritmo è conservato nel manoscritto della traduzione latina di Burgundio di Pisa di Nemesius De natura hominis, ora codice 45 nella biblioteca del Collegio di Spagna presso l'Università di Bologna. Fu scoperto da Francesco Filippini e pubblicato per la prima volta da Amedeo Crivellucci (Studi storici, XXII, 2). Fu studiato da Giovanni Dinelli in "Una battaglia tra Pisani e Lucchesi presso Massa in una cantilena storica in volgare del principio del sec. XIII" (Giornale storico della Lunigiana, VI [1915], fasc. 5, 201ss).